# Armidale Dumaresq Council
Koordinaten: 30° 30′ S, 151° 40′ O

Armidale Dumaresq war ein lokales Verwaltungsgebiet (LGA) im australischen Bundesstaat New South Wales. Das Gebiet war 4.235 km² groß und hatte zuletzt etwa 24.000 Einwohner. 2016 ging es in der neu geschaffenen Armidale Region auf.
Armidale Dumaresq lag im Nordosten des Staats etwa 550 km nördlich von Sydney. Das Gebiet umfasste 83 Ortsteile und Ortschaften, darunter Armidale, Dangarsleigh, Dumaresq, Hillgrove, Jeogla, Kelly Plains, Lower Creek, Wollomombi und Teile von Black Mountain und Ebor. Der Verwaltungssitz des Councils befand sich in der Stadt Armidale im Westen der LGA mit über 20.000 Einwohnern.
Das Gebiet liegt in der Region New England und ist landwirtschaftlich geprägt (Wollerzeugung, Rinderzucht). Armidale ist eine Universitätsstadt und Sitz der University of New England, der ältesten Universität Australiens außerhalb einer der Großstädte. Mehrere Nationalparks liegen in der Region und machten den Tourismus zu einem wichtigen Wirtschaftsfaktor von Armidale Dumaresq.

## Verwaltung
Der Armidale Dumaresq Council hatte zehn Mitglieder, die von allen Bewohnern der LGA gewählt wurden. Armidale Dumaresq war nicht in Bezirke untergliedert. Aus dem Kreis der Councillor rekrutierte sich auch der Mayor (Bürgermeister) des Councils.